# 오키 카나에
오키 카나에(일본어: 沖 佳苗, 1984년 7월 20일 ~ )는 일본의 성우이다. 토에이 아카데미소속. 고치현 출신.

## 출연 작품

### TV 애니메이션
- RD 잠뇌조사실 (아오이 미나모)
- Yes! 프리큐어5 (야마모토 아키, 생도, 손님)
- Yes! 프리큐어5GoGo! (생도A, 점원)
- 에어 기어 (여자 생도)
- 가정교사 히트맨 REBORN! (간호사)
- Saint October (오스즈)
- 가라! 호빵맨 (콘부군)
- 디지몬 세이버즈
- 디지몬 크로스워즈 (아마노 유우)
- 두 사람은 프리큐어 Splash Star (여자 생도)
- 프레시 프리큐어! (모모조노 러브, 큐어 피치)
- 지옥소녀 (타카스기 아키에)
- 푸른 꽃 (우에노 카오리)
- 전국소녀 핑크빛 패러독스 (쵸소카베 모토치카)

### 특촬물
- 가면라이더 키바（아쿠아쿠라스/옥토퍼스 판가이아의 목소리)
- 천장전대 고세이저 (차광기토우의 피카리메)

### 게임
- 디지몬 세이버즈 어나더 미션（닛타 마나미)

### 영화
- Yes!프리큐어5 거울 나라의 미라클 대모험! (테마파크의 손님)
- 나는 당신을 위해 죽으러 갑니다
- 루 가루 (마키노 하즈키)